# Пјевепелаго (Модена)
Пјевепелаго (итал. Pievepelago) је насеље у Италији у округу Модена, региону Емилија-Ромања.
Према процени из 2011. у насељу је живело 939 становника. Насеље се налази на надморској висини од 781 м.

## Становништво
Према резултатима пописа становништва 2011. у општини је живело 2.241 становника.
| 1931. | 1936. | 1951. | 1961. | 1971. | 1981. | 1991. | 2001. | 2011. |
| ----- | ----- | ----- | ----- | ----- | ----- | ----- | ----- | ----- |
| 4.950 | 3.967 | 3.754 | 3.241 | 2.407 | 2.352 | 2.152 | 2.120 | 2.241 |

## Партнерски градови
- Морахалом